# Расул-заде, Натиг Расул-оглы
Натиг Расул-заде — современный азербайджанский писатель, лауреат премии Гостелерадио ССР, Всесоюзной премии им. Островского, член Союза писателей и Союза кинематографистов Азербайджана, народный писатель Азербайджана (2019), заслуженный деятель искусств Азербайджана (1999), кавалер ордена «Шохрат» (2009). Автор сценариев для художественных фильмов, заместитель председателя Комитета защиты мира, член приемной комиссии Союза писателей Азербайджана, а также член редакционной коллегии журнала «Литературный Азербайджан». Персональный пенсионер Президента Азербайджанской Республики (2015).

## Биография
Родился в Баку, 05 июня 1949 года. В возрасте 17 лет начал печататься в журнале «Молодёжь Азербайджана». После окончания школы поступил в Бакинский Политехнический институт (сейчас Азербайджанский Технический Университет). Однако, после четырёх лет обучения бросил учёбу и поступил в Литературный институт имени А. М. Горького в Москве. Его работы регулярно печатались в бакинских и московских газетах с 1970 года.. В 1975 году, по окончании университета им. Максима Горького, возвращается в Баку, и начинает работать в качестве редактора в печатном агентстве «Азернешр». Год спустя переходит на Азербайджанфильм, первоначально в качестве редактора в отделе документальной хроники, а затем в отделе по совместным фильмам.
В 1979 году Натиг начинает работать в журнале «Литературный Азербайджан». В ранних 90-х Натиг начал работать в журнале Араз, который на тот момент обладал тиражом в 50 000 экземпляров. Журнал распространялся по всему Советскому Союзу, и позже по СНГ. Несколькими годами позже журнал был закрыт, и Натиг вернулся к работе в журнал «Литературный Азербайджан».

## Творчество
Является автором более 30 книг, которые были изданы в Баку, Москве, Венгрии, Польше, Югославии. Среди них:
«Записки самоубийцы», «Всадник в ночи», «Нонсенс», «Год любви», «Дождь в праздник», «Среди призраков», «Рисую птицу», «Дороги под звёздами», «Человек из хора». Автор двух романов, двадцати повестей и свыше 200 рассказов.
Написал сценарии к нескольким фильмам, среди них: «Не верьте феям», «Дождь в праздник», «Живи, золотая рыбка», «Наваждение», «Человек из хора», «Убийство в ночном поезде», «Грабители», «Изгой», «Жила-была корова», «Уроки музыки». Совместно с Эльдаром Кулиевым «Этот прекрасный мир», «Санаторий». И совместно с Вагифом Мустафаевым «Памятник».. Фильм «Наваждение» занял на Всемирном фестивале короткометражных фильмов в Страсбурге второе место, и был включен в Золотой фонд «Братьев Люмьер».
Его сборник "Рассказы и повесть" включён в лонг-лист на соискание Русской премии 2013 в номинации "Малая проза".